# Sergio Alejandro Díaz
Sergio Alejandro Díaz (Turón, Astúries, 9 de febrer del 1985) és un exfutbolista asturià, que ocupava la posició de defensa.

## Trajectòria futbolística
Sergio Díaz es va formar al planter del Reial Oviedo. La temporada 2002/03 va jugar amb el filial de l'Oviedo i 15 partits amb el primer equip a Segona divisió. L'estiu de 2003 va fitxar pel Reial Madrid B on va jugar cinc temporades. L'estiu de 2008 va fitxar per l'Hèrcules CF de la mà de l'entrenador Juan Carlos Mandiá que el va tenir la temporada anterior al filial del Madrid. En la seva primera temporada a Alacant el jugador no va arribar a debutar a lliga a causa d'una greu lesió que el va mantenir allunyat dels terrenys de joc. Va debutar finalment amb l'Hèrcules en la temporada 2009/10, on va tornar després d'una temporada al Gimnàstic de Tarragona, finalment retirant-se el 2013 al Real Avilés. Una lesió acabaria saldant-se amb la retirada definitiva el 2013.